# Гольша
Гольша (або Гольшис) — легендарний литовський князь герба Кітаврус, відомий з другої та третьої редакцій Литовської хроніки і робіт залежних від неї істориків (зокрема, Стрийковського), засновник Гольшан, родоначальник Гольшанських.

## Родина
Син Великого князя литовського — Романа, брат Гедруса, Наримунта, Довмонта та Тройдена.

## Додаткова інформація
Хроніка в цій частині значно розходиться з даними інших джерел про цей період і зазвичай вважається легендарною[джерело?].